# Leonard del Ferro

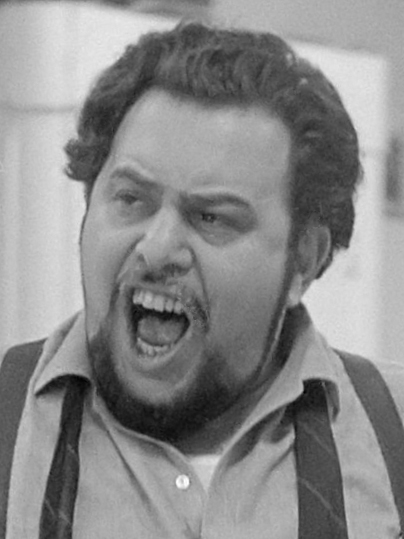
Leonard del Ferro (1961)

Leonard (Len) del Ferro, ook Del Ferro, pseudoniem van Leonard Keyser (Philadelphia, 19 maart 1921 – Amsterdam, 17 mei 1992), was een Amerikaans-Nederlands tenor en zangpedagoog. Hij ontwikkelde een naar hemzelf vernoemde methode voor de behandeling van stotteren en hyperventilatie: de Del Ferro-methode.
Del Ferro studeerde zang in New York en verhuisde naar Engeland om podiumervaring op te doen in de praktijk. Hier werd hij bij zijn eerste auditie aangenomen voor de rol van Radames in Aida. Time omschreef hem op zijn 31ste als "een van de opwindendste nieuwkomers in jaren".
In 1958 speelde Del Ferro in de Stadsschouwburg Amsterdam de rol van Othello in de opera van Verdi. Hij werd er verliefd op een van zijn tegenspeelsters. Zijn relatie met haar en de geboorte van hun twee kinderen maakte dat hij niet langer wilde reizen om te zingen. Hij vestigde zich daarom in Amsterdam als zangpedagoog. Met volkszanger Willy Alberti nam hij het duet uit De Parelvissers ('Au fond du temple saint') op. Hij was een regelmatige bezoeker van café Bolle Jan van Jan Froger.
Als zangcoach had hij in de jaren zestig vocalisten als Ben Cramer en Rob de Nijs onder zijn hoede. Later richtte hij zich met concentratie- en ademhalingsoefeningen ook op sportlieden, zoals de selectie van voetbalclub AFC Ajax.